# Мортон (Пенсилванија)
Мортон (енгл. Morton) град је у америчкој савезној држави Пенсилванија.

## Демографија
По попису из 2010. године број становника је 2.669, што је 46 (-1,7%) становника мање него 2000. године.
| Група             | 2000.         | 2010.         |
| Белци             | 1.883 (69,4%) | 1.707 (64,0%) |
| Афроамериканци    | 664 (24,5%)   | 677 (25,4%)   |
| Азијати           | 106 (3,9%)    | 161 (6,0%)    |
| Хиспаноамериканци | 31 (1,1%)     | 58 (2,2%)     |
| Укупно            | 2.715         | 2.669         |